# غزو الجزائر (1830)
كان غزو الجزائر عام 1830 عملية عسكرية كبيرة شنتها مملكة فرنسا، التي كان يحكمها آنذاك الملك شارل العاشر، بهدف احتلال إيالة الجزائر. ظلت الجزائر تحت الحكم العثماني منذ عام 1518، عندما استولى خير الدين بربروس على العاصمة الجزائرية وأصبحت جزءًا من الدولة العثمانية. وظلت تحت حكمها المباشر حتى عام 1770، عندما حقق بابا علي شاوش الاستقلال الفعلي عن العثمانيين، على الرغم من أن الوصاية كانت لا تزال اسميًا جزءًا من الدولة العثمانية. انتخبت إيالة الجزائر حكامها من خلال برلمان يسمى ديوان الجزائر. كان هؤلاء الحكام/الملوك معروفين باسم الداي. أفضل وصف للدولة هو أنها ملكية انتخابية.
في عام 1827، وقع حادث دبلوماسي عُرف بـحادثة المروحة، والذي استخدمته فرنسا ذريعةً لفرض حصار على ميناء الغزوات بتلمسان. وبعد ثلاث سنوات من الجمود وتصاعد التوتر، تعرضت سفينة فرنسية تحمل سفيرًا إلى الداي الجزائري لحادثة أخرى أثناء محاولتها التفاوض، ما دفع الفرنسيين إلى تبني نهج أكثر عدوانية. كان شارل العاشر يسعى أيضًا لتحويل الأنظار عن الأزمات الداخلية الفرنسية، التي بلغت ذروتها بعزله لاحقًا في ثورة يوليو.
بدأ غزو الجزائر العاصمة في 5 يوليو 1830، عندما قصف أسطول فرنسي بقيادة الأميرال دوبيريه المدينة، تبعه إنزال قوات بقيادة دي بورمن. ورغم الهزيمة السريعة لقوات الداي حسين، الحاكم العثماني، إلا أن المقاومة المحلية كانت شرسة واستمرت لأكثر من 45 عامًا. وقد عُرفت هذه الفترة بحملة "التهدئة"، حيث قاد المقاومة شخصيات بارزة مثل أحمد باي بن محمد الشريف، وعبد القادر الجزائري، وفاطمة نسومر.
كان هذا الغزو نهاية لعدة قرون من الحكم العثماني في الجزائر، وبداية الجزائر الفرنسية. وفي عام 1848، نُظمت المناطق المحيطة بـالجزائر العاصمة في ثلاثة أقاليم، مهدت لتشكيل الجزائر الحديثة.

## خلفية
خلال حروب نابليون، استفادت إيالة الجزائر العاصمة بشكل كبير من التجارة في البحر الأبيض المتوسط، خاصة الواردات الضخمة من فرنسا التي كانت تُشترى إلى حد كبير عن طريق الائتمان. ومع استعادة البوربون، ومع سيطرة البحرية الملكية البريطانية على البحر الأبيض المتوسط، سعت فرنسا إلى إعادة بناء قواتها البحرية. حاول الداي حسين معالجة انخفاض إيرادات الإيالة بزيادة الضرائب، مما أثار مقاومة من الفلاحين وزاد من عدم الاستقرار، إلى جانب انتشار القرصنة التي استهدفت شحنات أوروبا والولايات المتحدة الأمريكية. وقد أدى ذلك إلى اندلاع الحرب البربرية الأولى والحرب البربرية الثانية، التي انتهت في أغسطس 1816 بقصف بحري نفذه اللورد إكسماوث على الجزائر العاصمة.
تزامنت هذه الأحداث مع حالة عدم الاستقرار الداخلي في فرنسا، بسبب عدم الشعبية الواسعة لاستعراش آل بوربون. ومن أجل صرف الانتباه عن هذه الأزمات، قرر الملك شارل العاشر تبني سياسة استعمارية.

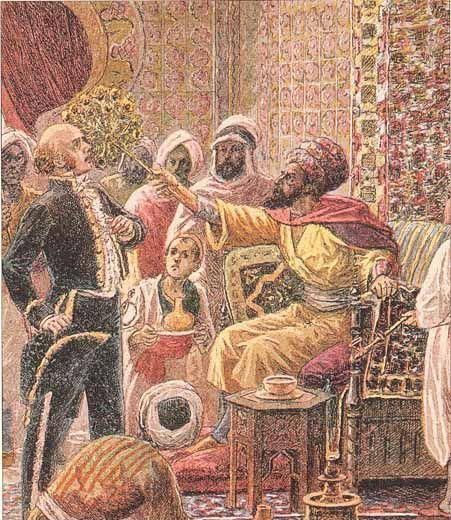
"مروحة القضية" التي كانت ذريعة للغزو.

في عام 1827، طالب الداي حسين، حاكم الجزائر، فرنسا بسداد ديون تعود إلى 28 عامًا، تعاقدت عليها فرنسا عام 1799 لشراء لوازم لإطعام جنود حملة نابليون في مصر. إلا أن القنصل الفرنسي بيار دوفال رفض تقديم إجابات مرضية، مما أغضب الداي ودفعه إلى لمس القنصل بمروحة يده. استخدم شارل العاشر هذه الحادثة ذريعةً لفرض حصار على ميناء الجزائر. استمر الحصار ثلاث سنوات، وأضرّ بشكل أساسي بالتجار الفرنسيين، في حين تمكن المجاهدون البحريون من الإفلات منه. وفي عام 1829، أرسلت فرنسا سفيرًا للتفاوض مع الداي حسين، لكنه قوبل بنيران مدفعية أصابت إحدى السفن الفرنسية، ما دفع الفرنسيين إلى اتخاذ قرار بالحسم العسكري.
قرر الملك شارل العاشر تنظيم حملة عقابية على سواحل الجزائر لمعاقبة «وقاحة» الداي حسين والقضاء على القراصنة الذين جعلوا من الجزائر ملاذًا آمنًا. قاد الأميرال دوبيريه الجزء البحري من الحملة رغم تحفظاته، بينما أوكلت قيادة العمليات البرية إلى دي بورمن.
في 16 مايو 1830، انطلق أسطول مكون من 103 سفن حربية و464 سفينة نقل من ميناء تولون، يحمل جيشًا قوامه 37,612 جنديًا. اختيرت شبه جزيرة سيدي فرج، على بعد 25 كم غرب الجزائر العاصمة، نقطة هبوط، استنادًا إلى ملاحظات سابقة من زمن الإمبراطورية الأولى. وصلت طليعة الأسطول في 31 مايو، بينما اكتمل وصول الأسطول بحلول 14 يونيو.

## البحرية الفرنسية

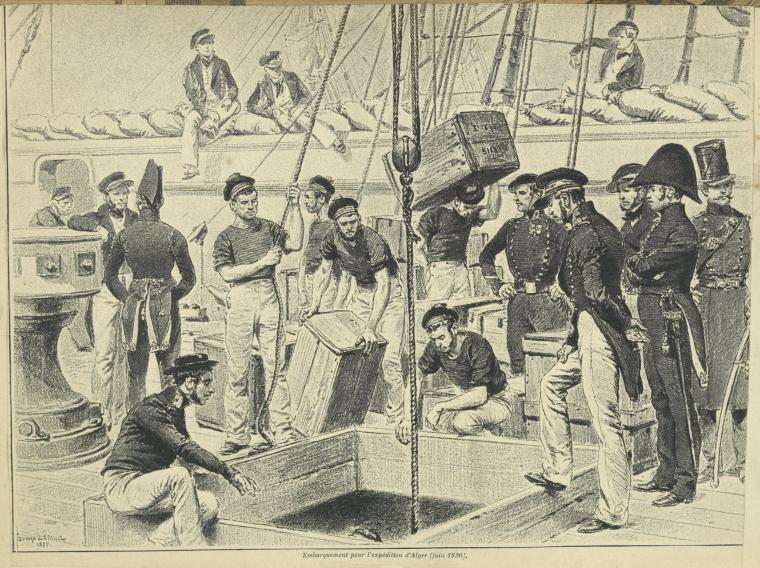
البحارة يقومون بتحميل السفن للرحلة الاستكشافية

- بروفانس (74)، الرائد. Admiral Duperré
- مارينغو (74)
- تريدان (74)
- دوكاسن (80)، الكابتن بازوشي
- ألجيراس (80)
- كونكيران (80)
- بريسلاو (80)
- كورون (74)
- مدينة مارسيليا  [لغات أخرى]‏ (74)،
- بالاس (60)،
- ميلبومان (60)،
- أريتيز (46)،
- بولين (44)
- تيتيه (44)
- بروسبيرين (44)
- سفينكس
- ناجور

## التحضيرات الجزائرية
بعد تصاعد التوتر وبدء الحرب، حشد الجزائريون أنفسهم لمواجهة الغزو الفرنسي. جُلبت قبائل نظام المخزن من جميع أنحاء بايليك قسنطينة، وهران، والتيطري. كما جُلب أيضًا الزواوة ومحاربي إفليسن من القبائل، ووضعوا تحت قيادة الشيخ محمد بن زعموم. علاوة على ذلك، عُبئ أوجاق الجزائر، وعُين قائدهم إبراهيم آغا قائدًا أعلى للقوات الجزائرية. عندما أعلن حسين داي الجهاد المقدس ضد الغزاة الفرنسيين، انضم عديد المتطوعين من جميع أنحاء البلاد إلى جيشه. أُرسلت أيضًا عدة رسائل إلى قبائل محددة اشتهرت ببراعتها القتالية لحثها على المشاركة في الدفاع عن البلاد.
“يوم جيد لجميع سكان منطقة القبائل ولجميع أعيانهم والمرابطين. اعلم أن الفرنسيين وضعوا مخططًا للهبوط والاستيلاء على العاصمة الجزائر. أنتم شعب معروف بشجاعتكم وإخلاصكم للإسلام. يدعوكم الأوجاق إلى الجهاد المقدس حتى تجنوا الفوائد، في هذا العالم وفي الآخرة، مثل أسلافكم الذين قاتلوا في الحرب المقدسة الأولى ضد شارلكان عام 1541. «من أراد أن يسعد في الآخرة فليتفرغ للجهاد في الوقت المناسب. والجهاد فريضة علينا دينيًا عندما يكون الكافر في أرضنا».
 هذه الرسالة أرسلها إبراهيم آغا إلى عدة قبائل مثل آيت إراتن.
العدد الدقيق للجيش الجزائري وتكوينه غير معروفين، لكن من المعروف أن غالبية القوات كانت من قبائل المخزن. تختلف التقديرات بشأن العدد، حيث تشير بعض المصادر إلى أنه كان يتراوح بين 25,000 و30,000 جندي. بينما تقدر بعض المصادر الفرنسية الرقم بـ 50 ألفًا.

## الغزو

### إنزال سيدي فرج

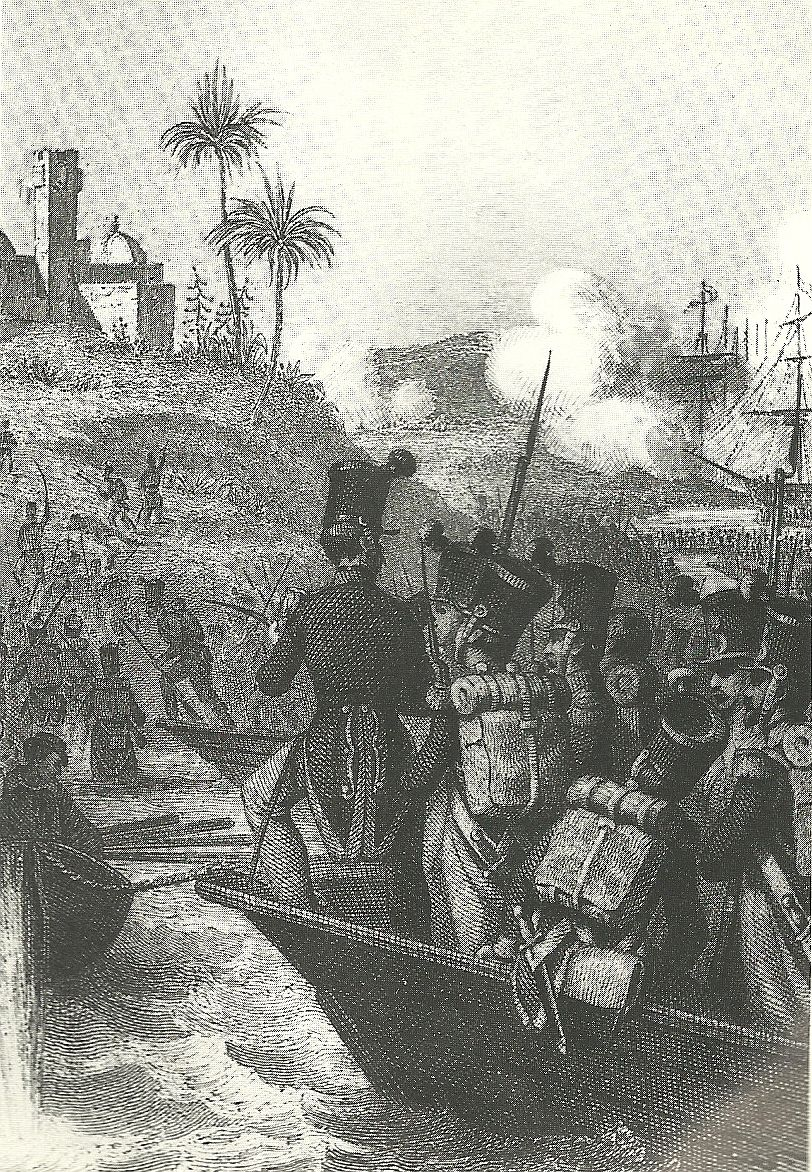
الإنزال على سيدي فرج في 14 يونيو 1830

نزلت قوة المشاة الفرنسية المكونة من 34.000 جندي مقسمة إلى ثلاث فرق، في سيدي فرج في 14 يونيو 1830، بعد الانزال، استولوا بسرعة على البطارية الجزائرية وأنشأت الفرقة تحت قيادة الجنرال بيرتزين رأس جسر لحماية هبوط بقية القوات. بينما كان الفرنسيون يستعدون، تعرضوا للهجوم والمضايقة باستمرار من قبل الكشافة الجزائريين المختبئين، الذين كانت مضايقاتهم بأسلوب حرب العصابات مجرد مقدمة للهجوم الرئيس.

### معركة سطاولي
في 18 يونيو، حشد الداي حسين جيشًا قوامه حوالي 10,000 رجل من مناطق وهران، والتيطري، والمدية. معتقدًا أن الفرنسيين كانوا مترددين في المضي قدمًا بسبب الخوف، قاد إبراهيم آغا القوات الجزائرية في هجوم مضاد صباح يوم 19 يونيو. نزلت القوات الجزائرية من الهضاب وهاجمت الفرقتين الفرنسيتين اللتين كانتا قد نزلتا بالفعل في سيدي فرج. وعلى الرغم من شدة الهجوم، تمكنت القوات الفرنسية من صدّ الجزائريين. لاحقت القوات الفرنسية الجيش الجزائري إلى معسكره على التلال. ساعدت نيران المدفعية الفرنسية في تحويل انسحاب الجزائريين إلى هزيمة. بحلول منتصف النهار، استولت القوات الفرنسية على المعسكر الجزائري، وعثرت فيه على كميات كبيرة من الثروات، والأسلحة، والأغذية، والمواشي التي تركها الجزائريون أثناء فرارهم. رغم هذا الانتصار، قرر الجنرال دي بورمن عدم التقدم إلى مدينة الجزائر حتى تصل جميع قواته إلى اليابسة. في غضون ذلك، في الجزائر العاصمة، حاول الداي حسين خلال الأيام الثلاثة التالية جمع القوات التي كانت قد تفرقت بعد المعركة. مع مرور الوقت، وصل المزيد من الجنود إلى المدينة. وسرعان ما أعطى تقاعس الفرنسيين الواضح الثقة مجددًا للجزائريين، ما ساهم في تأجيل الهجوم الفرنسي المباشر على المدينة.

### معركة سيدي خالف

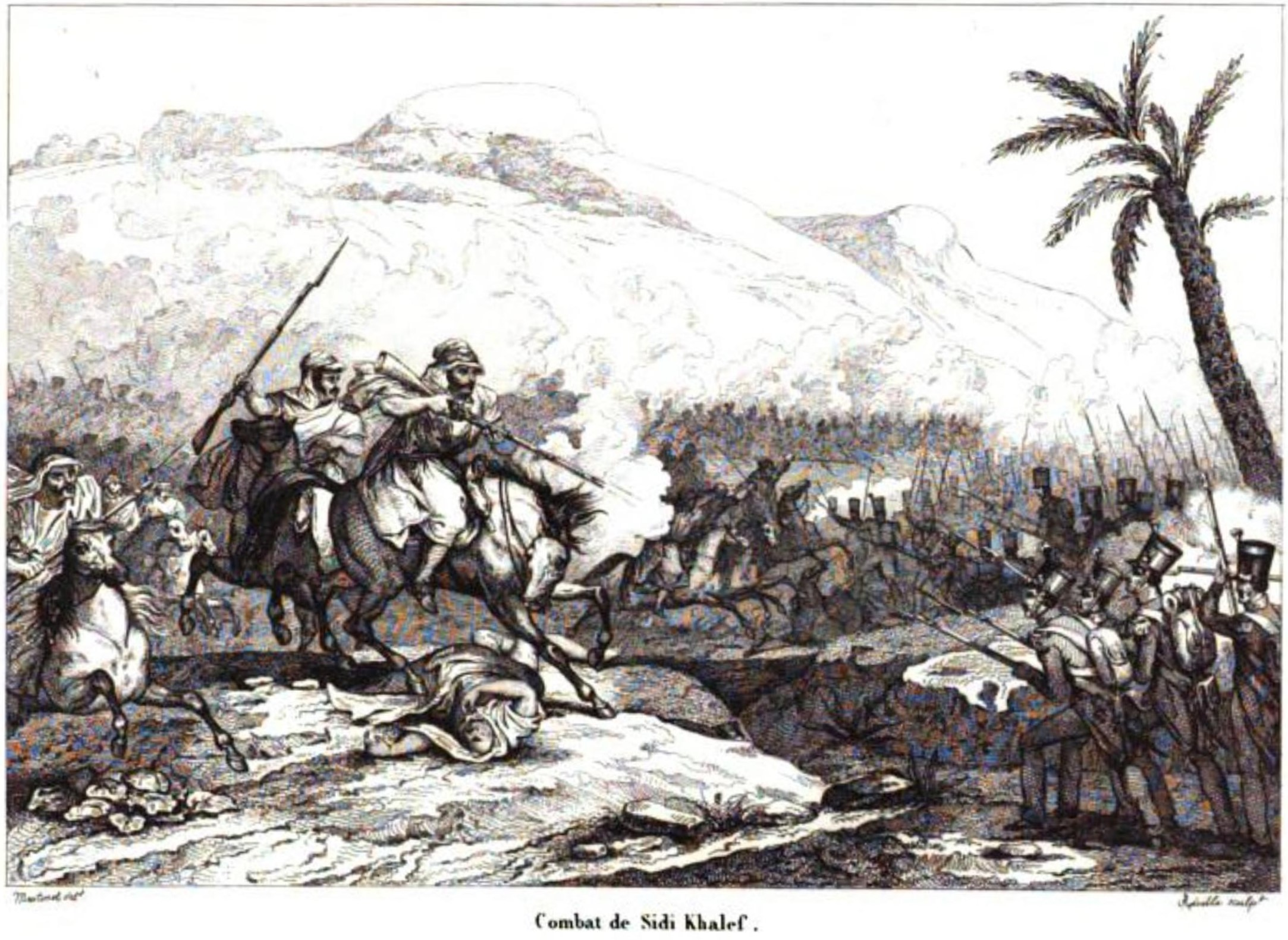
معركة سيدي خالف

في صباح يوم 24 يونيو، عادت القوات الجزائرية إلى هضبة سطاولي وانتشرت أمام مواقع الحراسة الفرنسية. وعندما بدأت الفرقة الفرنسية الأولى التقدم نحوهم بتشكيل عمود، تراجعت القوات الجزائرية نحو قرية سيدي خلف على أطراف الهضبة. وبعد بعض الاشتباكات، دُحرت القوات الجزائرية بهجوم بالحراب. كانت الخسائر الفرنسية منخفضة للغاية في ذلك اليوم، لكن أميدي دي بورمون، أحد أبناء القائد العام الفرنسي الأربعة، كان من بين القتلى.

### قنبلة الجزائر
في 3 يوليو/تموز، قصف الأميرال دوبيريه وبعض سفنه الحربية الدفاعات الساحلية ‏ لمدينة الجزائر. ومع ذلك، ظلت السفن الفرنسية بعيدة نسبيًا عن الساحل، وبالتالي لم تسبب سوى أضرار طفيفة.

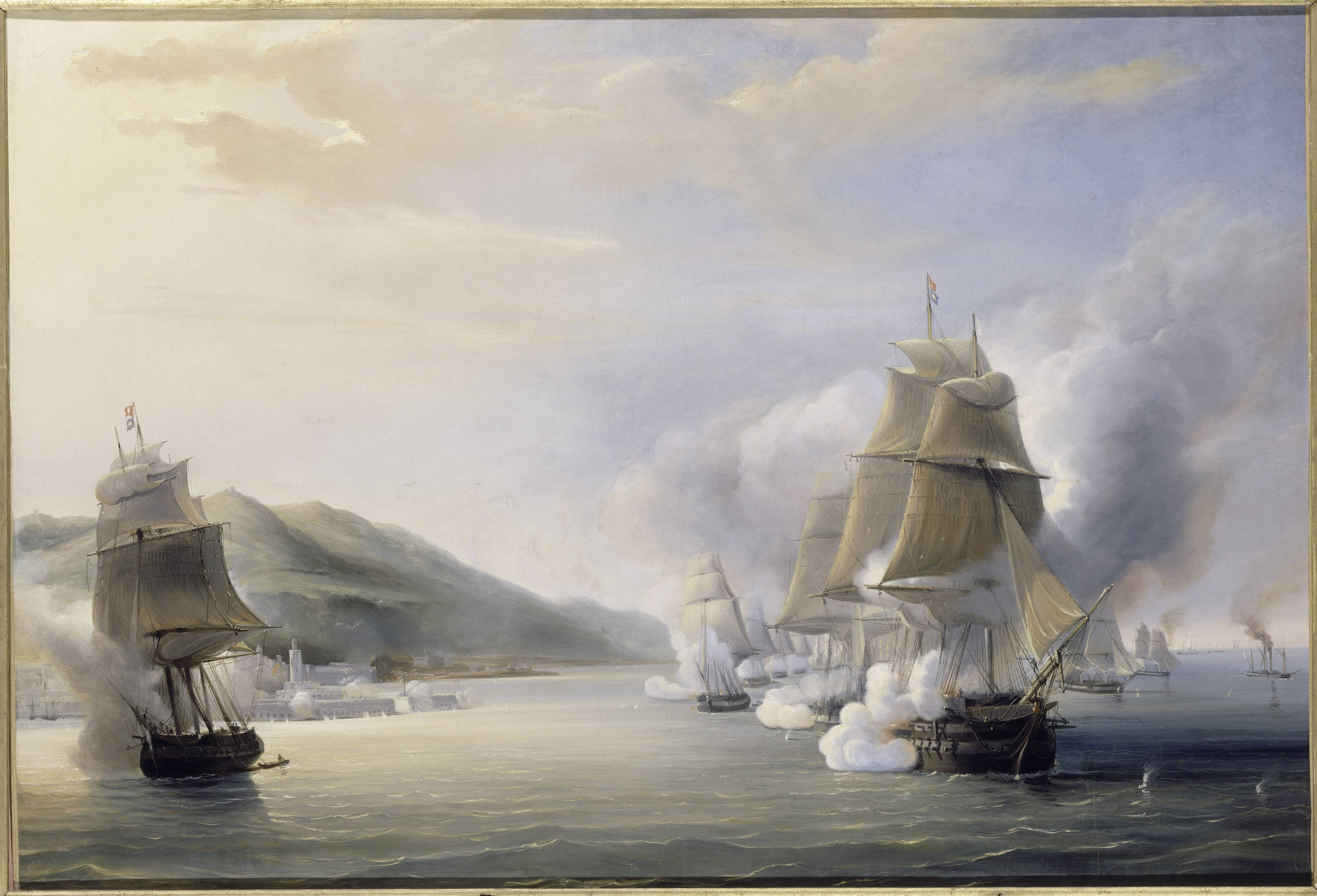
هجوم الأميرال دوبيريه على الجزائر.

### حصار قلعة برج مولاي حسن

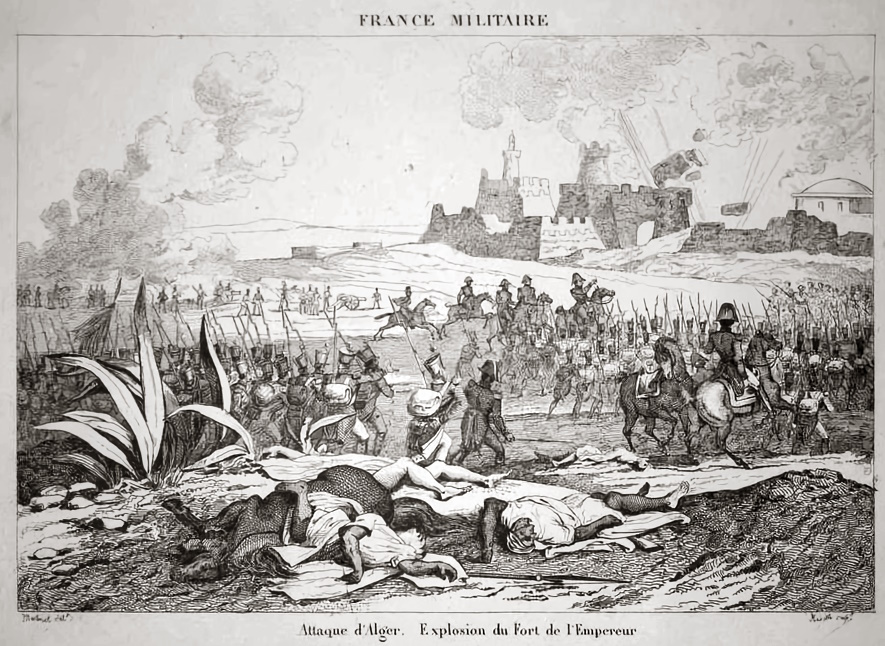
انفجار قلعة مولاي الحسن

في 29 يونيو، وصلت القوات الفرنسية بالقرب من قلعة برج مولاي حسن، وهي قلعة عثمانية قديمة. سرعان ما أطلق عليها الفرنسيون لقب قلعة الإمبراطور (بالفرنسية: Fort de l'Empereur) تكريمًا لـ للإمبراطور شارل الخامس، والتي بُنيت ردًا على هجومه على المدينة عام 1541. وفي 30 يونيو بدأ الفرنسيون بحفر الخنادق استعدادًا للغزو، كانوا قد جلبوا جميع مدافعهم إلى الموقع. في الصباح الباكر من يوم 4 يوليو، أمر الجنرال دي لا هيت، قائد المدفعية الفرنسية، جميع البطاريات بفتح النار. رد المدافعون على الفور بإطلاق النار، وأعقب ذلك إطلاق مدفعي طويل. على الرغم من القصف المكثف، قاومت الحامية المكونة من حوالي 800 إنكشاري و1200 جزائري لعدة ساعات، وهو عمل شجاع أثار إعجاب الفرنسيين. لكن حوالي الساعة 10:00، توقف المدافعون عن إطلاق النار عندما دُمّرت جميع الشرفات ولم يعد لديهم أي غطاء. دُمّرت القلعة وتضررت معظم مدافعها. بعدها، جمع المدافعون ما تبقى من البارود وفجروا القلعة قبل أن يفروا من المكان. من بين 2000 رجل من الحامية، نجا نصفهم فقط وعادوا إلى القصبة.

### استسلام الجزائر
مع سقوط القلعة، أصبحت المدينة الآن تحت رحمة القوات الفرنسية الغازية. أحضر الفرنسيون مدفعياتهم إلى أنقاض القلعة وبدأوا في تبادل إطلاق النار مع قصبة الجزائر.
بعد منتصف النهار بقليل، وصل مبعوث من الداي إلى الخطوط الفرنسية، محاولًا التفاوض على انسحاب فرنسي مقابل اعتذار رسمي لملك فرنسا وسداد الإيالة لنفقات الحرب. إلا أن الفرنسيين رفضوا ذلك، وبعد فترة، وصل مندوبان آخران للتفاوض على هدنة مؤقتة لحين التوصل إلى اتفاقات السلام. كما اقترحوا تسليم رأس الداي إلى الفرنسيين، وهو ما رفضه الفرنسيون. في هذه الأثناء، أخبرهم الجنرال دي بورمونيه أن فرنسا تطلب المدينة وأساطيلها وخزينة الإيالة، بالإضافة إلى خروج الأتراك منها، مع وعد بتجنيب منازل السكان من النهب في حال قبول هذه الشروط. كما سيُسمح للداي حسين بأخذ ثروته الشخصية معه إلى المنفى.
غادر المندوبان وعادا في اليوم التالي حوالي الساعة 11:00 صباحًا، ليخبرا الفرنسيين بأن الداي وافق على شروطهم. في 5 يوليو الساعة 12:00 دخلت القوات الفرنسية المدينة.
وبعد أيام قليلة، ركب حسين داي وعائلته على متن فرقاطة وغادروا إلى نابولي.

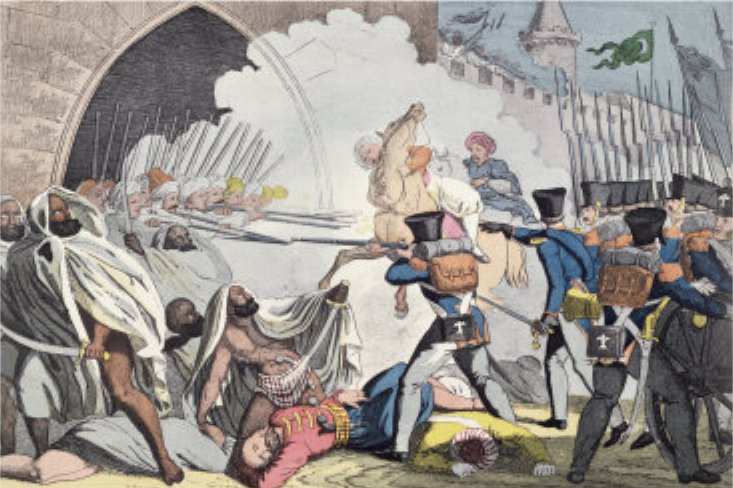
قتال على أبواب الجزائر العاصمة.

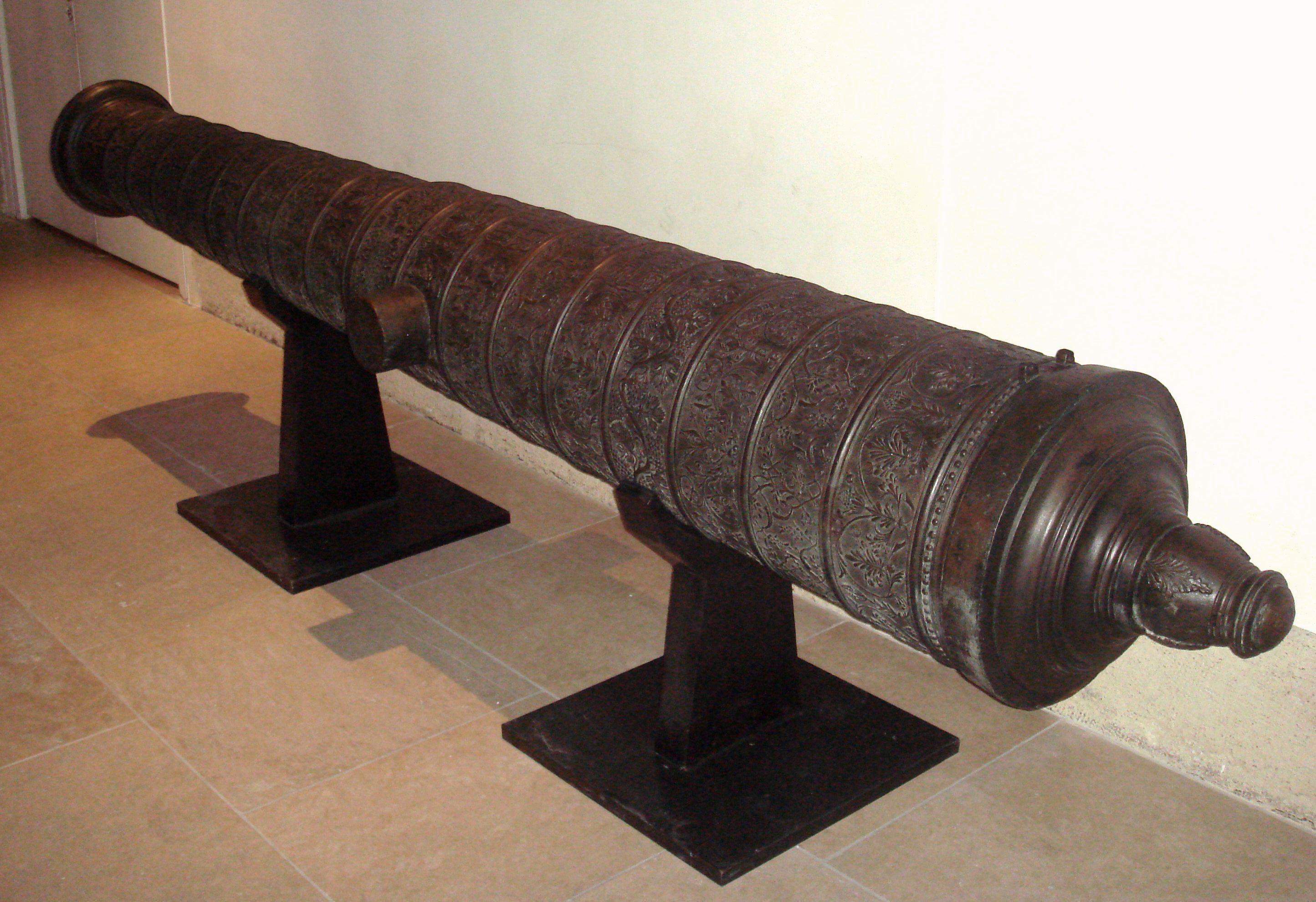
مدفع عثماني مزخرف، الطول: 385 سم، سعرة: 178mm، الوزن: 2910، قذيفة حجرية، تأسست في 8 أكتوبر 1581 في الجزائر العاصمة، استولت عليها فرنسا في الجزائر العاصمة في عام 1830. (Musée de l'Armée)، باريس.